# Sư đoàn 18 Bộ binh Quân lực Việt Nam Cộng hòa
Sư đoàn 18 Bộ binh, là một trong ba đơn vị chủ lực quân trực thuộc Quân đoàn III & Quân khu 3 của Quân lực Việt Nam Cộng hòa, tồn tại từ năm 1965 đến 1975. Sau 2 năm thành lập, Sư đoàn được đổi tên vào năm nền Đệ nhị Cộng hòa ra đời. Tuy tuổi quân không bằng các đơn vị bạn đã được thành lập trước, nhưng Sư đoàn đã có bề dày chiến tích lẫy lừng. Hạ tuần tháng 4 năm 1975, Sư đoàn đã có trận đánh lịch sử cuối cùng, khi nhận lãnh trách nhiệm bảo vệ cửa ngõ phía bắc cho Thủ đô Sài Gòn.
- Bộ tư lệnh Sư đoàn đặt tại Xuân Lộc, tỉnh lỵ tỉnh Long Khánh, nơi đây cũng là Hậu cứ của Sư đoàn cho đến tháng 4/1975.
- Bài ca chính thức: Sư đoàn 18 Bộ binh hành khúc

## Lịch sử hình thành
Sư đoàn 18 Bộ binh được thành lập vào ngày 16 tháng 5 năm 1965 tại Xuân Lộc, Long Khánh với danh xưng ban đầu là Sư đoàn 10 Bộ binh. Được hình thành từ các Trung đoàn 43, 48, 52 Bộ binh Biệt lập cùng các đơn vị yểm trợ, tác chiến kỹ thuật, Thiết đoàn 5 Kỵ binh và các Tiểu đoàn Pháo binh. Phù hiệu sư đoàn là màu xanh nhạt tượng trưng cho bầu trời xanh, màu xanh đậm tượng trưng cho màu đất, và cung tên dựa vào truyền thuyết Nỏ thần thời An Dương Vương. Ngày 1 tháng 1 năm 1967, Sư đoàn được đổi tên thành Sư đoàn 18 Bộ binh.
Sư đoàn 18 Bộ binh có phạm vi hoạt động và trách nhiệm Khu 33 Chiến Thuật, bao gồm những tỉnh Biên Hòa, Long Khánh, Phước Tuy, Bình Tuy và Đặc Khu Vũng Tàu. Ban đầu Sư đoàn 18 được đánh giá là đơn vị kém cỏi nhất Quân đội, tuy nhiên đến khi Đại tá Lê Minh Đảo về làm Tư lệnh, đã đưa Sư đoàn trở thành đơn vị sánh ngang với Sư đoàn 1 Bộ binh. Trong giai đoạn từ 1966 đến cuối năm 1967 và từ cuối năm 1968 đến cuối chiến tranh, sư đoàn 18 giao chiến giành giật đường quốc lộ với trung đoàn Đồng Nai và các đơn vị địa phương của Quân Giải phóng (tất cả gồm 7 tiểu đoàn: 800, 265, 308, 440, 445 và 700 chưa tính du kích địa phương).
Sư đoàn có một Trung tâm Huấn luyện riêng, đặt tại xã Long Giao trên đường tỉnh lộ từ ngã ba Tân Phong (Quốc lộ 1) đi Bình Giã thuộc tỉnh Phước Tuy (nay thuộc huyện Cẩm Mỹ, tỉnh Đồng Nai).
Sư đoàn tham gia các trận đánh nổi tiếng: Võ Xu 1966 (không quân và pháo binh tham gia), Suối Long (1967), Túc Trưng-La Ngà (1969). Cùng các đơn vị bạn vượt biên sang Campuchia, truy đuổi và tiêu diệt cơ quan đầu não của Cục R (1970) và tham dự chiến trường An Lộc thay đơn vị bạn là Sư đoàn 5 Bộ binh (Mùa hè đỏ lửa 1972). Sư đoàn được tưởng thưởng mang dây Biểu chương mầu Quân công Bội tinh.
Chiến công lớn nhất của Sư đoàn 18 là đợt đầu trận Xuân Lộc, sư đoàn đã chiến đấu kiên cường đến phút cuối để bảo vệ đô thành Sài Gòn vào trung tuần tháng 4 năm 1975. Sau trận này, sư đoàn bị mất 1 chiến đoàn, các lực lượng còn lại rút lui về Biên Hòa cầm cự đến cuối tháng và bị bắt sống.

## Đơn vị trực thuộc và phối thuộc
| Stt | Đơn vị                       | Chú thích | Stt | Đơn vị                        | Chú thích                                                                                                |
| --- | ---------------------------- | --------- | --- | ----------------------------- | --- |
| 1   | Trung đoàn 43                |           | 10  | Biệt đội Quân báo             | |
| 2   | Trung đoàn 48                |           | 11  | Biệt đội Kỹ thuật             | |
| 3   | Trung đoàn 52                |           | 12  | Biệt đội Tác chiến Điện tử    | |
| 4   | Đại đội Tổng hành dinh       |           | 13  | Tiểu đoàn Quân y              | |
| 5   | Đại đội Trinh sát            |           | 14  | Tiểu đoàn Truyền tin          | |
| 6   | Đại đội Quân cảnh            |           | 15  | Tiểu đoàn Tiếp vận            | |
| 7   | Đại đội Công vụ              |           | 16  | Tiểu đoàn Công binh Chiến đấu | |
| 8   | Đại đội Quân vận (Quân xa)   |           | 17  | Trung đoàn Pháo binh          | Các Tiểu đoàn: 180 (155 ly), 181, 182, 183 (105 ly). Phối thuộc và dưới sự điều động của Tư lệnh Sư đoàn |
| 9   | Đại đội Hành chính Tài chính |           | 18  | Thiết đoàn 5                  | Thuộc "Lữ đoàn 3 Kỵ binh". Phối thuộc và dưới sự điều động của Tư lệnh Sư đoàn                           |

## Bộ Tư lệnh Sư đoàn và Chỉ huy Trung đoàn tháng 4/1975
| Stt | Họ và Tên                       | Cấp bậc     | Chức vụ                            | Chú thích |
| --- | ------------------------------- | ----------- | ---------------------------------- | --------- |
| 1   | Lê Minh Đảo Võ bị Đà Lạt K10    | Thiếu tướng | Tư lệnh                            |           |
| 2   | Lê Xuân Mai Võ bị Đà Lạt K4     | Đại tá      | Tư lệnh phó                        |           |
| 3   | Huỳnh Thao Lược Võ bị Đà Lạt K3 | Đại tá      | Tham mưu trưởng                    |           |
| 4   | Hứa Yến Lến Võ bị Đà Lạt K6     | Đại tá      | Phụ tá Tư lệnh Đặc trách Hành quân |           |
| 5   | Dương Phún Sang Võ bị Đà Lạt K3 | Đại tá      | Chánh thanh tra Sư đoàn            |           |
| 6   | Lê Xuân Hiếu Võ bị Đà Lạt K10   | Đại tá      | Chỉ huy Trung đoàn 43              |           |
| 7   | Trần Minh Công Võ bị Đà lạt K11 | Đại tá      | Chỉ huy Trung đoàn 48              |           |
| 8   | Ngô Kỳ Dũng Võ bị Đà Lạt K14    | Đại tá      | Chỉ huy Trung đoàn 52              |           |

## Trung đoàn Pháo binh
- Đơn vị phối thuộc

| Stt | Họ và Tên                           | Cấp bậc  | Chức vụ          | Đơn vị                | Chú thích |
| --- | ----------------------------------- | -------- | ---------------- | --------------------- | --------- |
| 1   | Ngô Văn Hưng Võ khoa Thủ Đức K3     | Đại tá   | Chỉ huy trưởng   | Bộ chỉ huy Trung đoàn |           |
| 2   | Vũ Văn Thừa Võ bị Đà Lạt K10        | Trung tá | Chỉ huy phó      | nt                    |           |
| 3   | Nguyễn Văn Triển Võ khoa Thủ Đức K3 | Trung tá | Tiểu đoàn trưởng | Tiểu đoàn 183         |           |
| 4   | Vũ Văn Bình                         | Thiếu tá | Tiểu đoàn trưởng | Tiểu đoàn 180         |           |
| 5   | Nguyễn Tiến Hạnh Võ bị Đà Lạt K13   | Trung tá | Tiểu đoàn trưởng | Tiểu đoàn 181         |           |
| 6   | Trần Thượng Khải Võ bị Đà Lạt K12   | Thiếu tá | Tiểu đoàn trưởng | Tiểu đoàn 182         |           |

## Tư lệnh Sư đoàn qua các thời kỳ
| Stt | Họ và Tên                     | Cấp bậc                                              | Tại chức         | Chú thích                                                                   |
| --- | ----------------------------- | ---------------------------------------------------- | ---------------- | --------------------------------------------------------------------------- |
| 1   | Nguyễn Văn Mạnh Võ bị Huế K2  | Đại tá                                               | 5/1965-8/1965    | Sau cùng là Trung tướng Tổng Tham mưu phó Bộ Tổng Tham mưu                  |
| 2   | Lữ Lan Võ bị Đà Lạt K3        | Chuẩn tướng Thiếu tướng (11/1965)                    | 8/1965-9/1966    | Sau cùng là Trung tướng Chỉ huy trưởng trường Cao đẳng Quốc phòng           |
| 3   | Đỗ Kế Giai Võ bị Đà Lạt K5    | Đại tá Chuẩn tương (11/1967)                         | 9/1966-8/1969    | Sau cùng là Thiếu tướng Chỉ huy trưởng Bộ chỉ huy Biệt động quân Trung ương |
| 4   | Lâm Quang Thơ Võ bị Đà Lạt K3 | Chuẩn tướng Thiếu tướng (8/1970)                     | 8/1969-4/1972    | Sau cùng là Chỉ huy trưởng Trường Võ bị Quốc gia Đà Lạt                     |
| 5   | Lê Minh Đảo                   | Đại tá Chuẩn tướng (11/1972) Thiếu tướng (21/4/1975) | 4/1972-30/4/1975 | Tư lệnh sau cùng                                                            |